# Tillandsia rangelensis
Tillandsia rangelensis är en gräsväxtart som beskrevs av Hechav. Tillandsia rangelensis ingår i släktet Tillandsia och familjen Bromeliaceae. Inga underarter finns listade i Catalogue of Life.